# فوجیوارا نو کنشی
فوجیوارا نو کنشی (به ژاپنی: 藤原 妍子 Fujiwara no Kenshi)؛ ۹۹۴ – ۱۶ اکتبر ۱۰۲۷) او دختر فوجیوارا نو میچیناگا از همسرش میناموتو نو رینشی و همسر امپراتور سانجو اهل ژاپن بود.